# Fatma Ben Saïdane
Pour les articles homonymes, voir Saïdane.
Fatma Ben Saïdane (arabe : فاطمة بن سعيدان), née le 25 décembre 1949 à Tunis, est une actrice tunisienne de théâtre et de cinéma.

## Filmographie

### Cinéma

#### Longs métrages
- 1988 : Arab de Fadhel Jaziri et Fadhel Jaïbi
- 1989 : Layla, ma raison de Taïeb Louhichi
- 1990 : Halfaouine, l'enfant des terrasses de Férid Boughedir
- 1992 :
  - Le Sultan de la médina de Moncef Dhouib
  - Les Zazous de la vague de Mohamed Ali Okbi
- 1994 : Les Silences du palais de Moufida Tlatli
- 1996 : Un été à La Goulette  de Férid Boughedir
- 1999 : Ruses de femmes de Farida Benlyazid
- 2001 : La Fille de Keltoum de Mehdi Charef
- 2005 : Junun de Fadhel Jaïbi
- 2006 :
  - La télé arrive de Moncef Dhouib
  - Making of de Nouri Bouzid
- 2012 : Bab El Falla de Moslah Kraïem
- 2013 :
  - Jeudi après-midi de Mohamed Damak
  - Affreux, cupides et stupides (Hizz Ya Wizz) d'Ibrahim Letaïef
- 2014 : Dicta Shot de Mokhtar Ladjimi
- 2015 :
  - Narcisse de Sonia Chamkhi
  - Thala mon amour de Mehdi Hmili
- 2016 :
  - Parfum de printemps de Férid Boughedir
  - Woh ! d'Ismahane Lahmar
  - Chronique de mon village de Karim Traïdia
- 2017 :
  - Benzine de Sarra Abidi
  - El Jaida de Salma Baccar
- 2019 :
  - Porto Farina d'Ibrahim Letaïef : Aïcha
  - Les Épouvantails de Nouri Bouzid

#### Moyens métrages
- 2008 : Dharbet Jazaa (Penalty) de Nouri Bouzid
- 2010 : Chak-Wak de Nasreddine Shili
- 2024 : Ayam de Mohamed Adib Boufahja

#### Courts métrages
- 2005 : Normal (Nesma wa Rih) de Lassaad Dkhili
- 2006 :
  - Madame Bahja de Walid Tayaa
  - Moi, ma sœur et la chose de Kaouther Ben Hania
- 2008 :
  - Le Poisson noyé de Malik Amara
  - Borderline de Sonia Chamkhi
- 2013 : N'importe quoi d'Ismahane Lahmar
- 2014 : Lilate Al Gamra Al Amiya (La Nuit de la Lune aveugle) de Khadija Fatma Lemkecher

### Télévision

#### Séries télévisées
- 1998 : Panorama de Fatma Skandrani
- 2021 : Ken Ya Makenech d'Abdelhamid Bouchnak : Mima
- 2024 : Ragouj d'Abdelhamid Bouchnak : Manoubia

#### Téléfilms
- 1987 : Un bambino di nome Gesù de Franco Rossi
- 2001 : Talak Inchaa (Divorce caprice) de Moncef Dhouib
- 2007 : Le Sacre de l'homme (documentaire) de Jacques Malaterre
- 2008 : Villa Jasmin de Férid Boughedir

#### Émissions
- 2014 : L'anglizi (épisode 6) sur Tunisna TV

## Théâtre
- 1987 : Arab, texte et mise en scène de Fadhel Jaïbi et Fadhel Jaziri
- 1989 : El Awada, de Fadhel Jaïbi et Fadhel Jaziri
- 1992 : Comédia, texte et mise en scène de Fadhel Jaïbi
- 1993 : Familia, texte et mise en scène de Fadhel Jaïbi[1]
- 1995 : Les Amoureux du café désert, texte et mise en scène de Fadhel Jaïbi[1]
- 1997 : Soirée particulière, texte et mise en scène de Fadhel Jaïbi[1]
- 2000 : Junun, texte de Jalila Baccar avec une mise en scène de Fadhel Jaïbi[1]
- 2006 : Khamsoun (Corps otages), texte de Jalila Baccar avec une mise en scène de Fadhel Jaïbi[1]
- 2010 : Yahia Yaïch (Amnesia), texte et mise en scène de Jalila Baccar et Fadhel Jaïbi[1]
- 2013 : Tsunami, texte de Jalila Baccar avec une mise en scène de Fadhel Jaïbi[2],[1]
- 2015 : Plateau, adaptation libre de Nekrassov de Jean-Paul Sartre, mise en scène de Ghazi Zaghbani[3]
- 2016 : Violence(s),  texte de Jalila Baccar avec une mise en scène de Fadhel Jaïbi
- 2017 : Peur(s),  texte de Jalila Baccar avec une mise en scène de Fadhel Jaïbi
- 2022 : Flagranti, texte en écriture collective avec une mise en scène de Essia Jaïbi

## Distinctions
- Premier prix d'interprétation féminine au Festival national du théâtre amateur de Tunis pour la Mère courage de Hamadi Mezzi en 1979
- Premier prix ex æquo d'interprétation féminine pour Familia au Festival international expérimental du Caire en 1993
- Prix national du théâtre à la Journée nationale de la culture en 2005
- Mention spéciale décernée par le jury du Festival d'Annaba du film méditerranéen en 2015 pour sa prestation dans Dicta Shot de Mokhtar Ladjimi